# Leucisca
Leucisca is een geslacht van kreeftachtigen uit de klasse van de Malacostraca (hogere kreeftachtigen).

## Soorten
- Leucisca levigena George & M. Clark, 1976
- Leucisca rubifera (Müller, 1887)
- Leucisca squalina MacLeay, 1838